# Souterrain Druim na H-Uamha
Das küstennahe Souterrain Druim na H-Uamha (auch Valaquie Earth house genannt) liegt im Norden der Hebrideninsel North Uist in den Highlands in Schottland. Bei den Souterrains wird grundsätzlich zwischen „rock-cut“, „earth-cut“, „stone built“ und „mixed“ Souterrains unterschieden.
Das „stone built“ Souterrain Druim na H-Uamha wurde 1861 in einer Tiefe von 90 cm beim Pflügen durch die Verschiebung einer Dachplatte entdeckt. Die Ausgrabung von Alexander Carmichael von 1871 zeigte, dass es eine etwa 6,0 m lange gebogene Galerie war mit vertikalen parallelen Wänden, 1,7 m voneinander entfernt und 1,5 m hoch anstehend. Das westliche Ende stand rechtwinklig zu den Galeriewänden, das Ostende endete in einer Kurve. Obwohl es zwischen 1861 und 1871 vieler seiner Deckenplatten beraubt wurde, blieben eine im Zentrum der Galerie und eine 128 cm nach Westen erhalten. Von dieser Platte bis zur Westseite war die Galerie von einem Kraggewölbe bedeckt, das auf einer Breite von 1,4 m bis zu einer Höhe von 2,1 m vom Boden anstieg. Die Mitte des Daches lag etwa 0,9 m unter dem Boden.
Die Galerie wurde in der Mitte der Südwand auf 85 cm Breite eingeschnürt und auf 65 cm und 85 cm Höhe von einer Platte verbunden. Der Gang wurde 75 cm über seiner Schwelle durch Sand und Steine blockiert. Über der Tür lag eine 55 cm breite und tiefe und 30 cm hohe Nische. Es gab ähnliche Nischen in der Nordwand.
Gegenüber dem Gang in der Mitte der Galerie wurde ein Midden mit Knochen von Hirschen und Haustieren, Muscheln, Töpferware und der oberen Hälfte einer Handdrehmühle gefunden.
In der Nähe liegt das Dun Rosail.